# Tour de Burgos 2021
Le Tour de Burgos 2021 est la 43e édition de cette course cycliste sur route masculine, disputée dans la province de Burgos en Espagne. Il a lieu du 3 au 7 août et fait partie de l'UCI ProSeries en catégorie 2.Pro et de la Coupe d'Espagne. L'Espagnol Mikel Landa remporte cette édition, sans avoir gagné aucune étape. 

## Équipes
| WorldTeams (13)- Bahrain Victorious - Ineos Grenadiers - Movistar Team - Astana-Premier Tech - Bora-Hansgrohe - EF Education-Nippo - Groupama-FDJ - Israel Start-Up Nation - Team BikeExchange - UAE Team Emirates - Qhubeka NextHash - AG2R Citroën Team - Team DSM ProTeams (8)- Alpecin-Fenix - Burgos-BH - TotalEnergies - Arkéa-Samsic - Caja Rural-Seguros RGA - Equipo Kern Pharma - Euskaltel-Euskadi - Eolo-Kometa |
| |

## Étapes
| Étape     | Date   | Villes étapes                              | type                      | Distance (km) | Vainqueur d'étape | Leader du classement général |
| --------- | ------ | ------------------------------------------ | ------------------------- | ------------- | ----------------- | ---------------------------- |
| 1re étape | 3 août | Burgos – Burgos                            | étape de moyenne montagne | 161           | Edward Planckaert | Edward Planckaert            |
| 2e étape  | 4 août | Tardajos – Briviesca                       | étape vallonnée           | 175           | Sebastián Molano  | Gonzalo Serrano              |
| 3e étape  | 5 août | Busto de Bureba – Espinosa de los Monteros | étape de montagne         | 173           | Romain Bardet     | Romain Bardet                |
| 4e étape  | 6 août | Roa – Aranda de Duero                      | étape de plaine           | 149           | Sebastián Molano  | Romain Bardet                |
| 5e étape  | 7 août | Comunero de Revenga – Lagunas de Neila     | étape de montagne         | 146           | Hugh Carthy       | Mikel Landa                  |

## Déroulement de la course

### 1reétape
L'étape part devant la cathédrale de Burgos pour se terminer au château qui domine la ville. Juste après la flamme rouge, Romain Bardet accélère dans la montée finale, sans être relayé par quiconque. Il est doublé à 200 m de l'arrivée par Gonzalo Serrano, qui bouscule Edward Planckaert juste avant la ligne d'arrivée. Le Belge remporte la première étape. Parmi les favoris, Egan Bernal et Adam Yates (Ineos) ont chuté à 19 km de l'arrivée, et comptent respectivement 10 et 12 minutes de retard.
| \| Classement de l'étape \| Classement de l'étape \| Classement de l'étape \| Classement de l'étape \| Classement de l'étape \| \| Coureur \| Coureur \| Pays \| Équipe \| Temps \| \| --------------------- \| --------------------- \| --------------------- \| --------------------- \| --------------------- \| \| 1er \| Edward Planckaert \| Belgique \| Alpecin-Fenix \| 3 h 34 min 42 s \| \| 2e \| Gonzalo Serrano \| Espagne \| Movistar Team \| + 0 s \| \| 3e \| Vincenzo Albanese \| Italie \| Eolo-Kometa \| + 1 s \| \| 4e \| Santiago Buitrago \| Colombie \| Bahrain Victorious \| + 1 s \| \| 5e \| Romain Bardet \| France \| Team DSM \| + 3 s \| \| 6e \| Robert Stannard \| Australie \| BikeExchange \| + 9 s \| \| 7e \| Miguel Flórez \| Colombie \| Arkéa-Samsic \| + 9 s \| \| 8e \| Jetse Bol \| Pays-Bas \| Burgos-BH \| + 9 s \| \| 9e \| Mikel Landa \| Espagne \| Bahrain Victorious \| + 9 s \| \| 10e \| Kévin Ledanois \| France \| Arkéa-Samsic \| + 9 s \| |                   |           |                    |                 |
| |                   |           |                    |                 |
| Source : ProCyclingStats |                   |           |                    |                 |
| Classement de l'étape |                   |           |                    |                 |
| Coureur | Coureur           | Pays      | Équipe             | Temps           |
| 1er | Edward Planckaert | Belgique  | Alpecin-Fenix      | 3 h 34 min 42 s |
| 2e | Gonzalo Serrano   | Espagne   | Movistar Team      | + 0 s           |
| 3e | Vincenzo Albanese | Italie    | Eolo-Kometa        | + 1 s           |
| 4e | Santiago Buitrago | Colombie  | Bahrain Victorious | + 1 s           |
| 5e | Romain Bardet     | France    | Team DSM           | + 3 s           |
| 6e | Robert Stannard   | Australie | BikeExchange       | + 9 s           |
| 7e | Miguel Flórez     | Colombie  | Arkéa-Samsic       | + 9 s           |
| 8e | Jetse Bol         | Pays-Bas  | Burgos-BH          | + 9 s           |
| 9e | Mikel Landa       | Espagne   | Bahrain Victorious | + 9 s           |
| 10e | Kévin Ledanois    | France    | Arkéa-Samsic       | + 9 s           |

| \| Classement général \| Classement général \| Classement général \| Classement général \| Classement général \| \| Coureur \| Coureur \| Pays \| Équipe \| Temps \| \| ------------------ \| ------------------ \| ------------------ \| ------------------ \| ------------------ \| \| 1er \| Edward Planckaert \| Belgique \| Alpecin-Fenix \| 3 h 34 min 42 s \| \| 2e \| Gonzalo Serrano \| Espagne \| Movistar Team \| + 0 s \| \| 3e \| Vincenzo Albanese \| Italie \| Eolo-Kometa \| + 1 s \| \| 4e \| Santiago Buitrago \| Colombie \| Bahrain Victorious \| + 1 s \| \| 5e \| Romain Bardet \| France \| Team DSM \| + 3 s \| \| 6e \| Robert Stannard \| Australie \| BikeExchange \| + 9 s \| \| 7e \| Miguel Flórez \| Colombie \| Arkéa-Samsic \| + 9 s \| \| 8e \| Jetse Bol \| Pays-Bas \| Burgos-BH \| + 9 s \| \| 9e \| Mikel Landa \| Espagne \| Bahrain Victorious \| + 9 s \| \| 10e \| Kévin Ledanois \| France \| Arkéa-Samsic \| + 9 s \| |                   |           |                    |                 |
| |                   |           |                    |                 |
| Source : ProCyclingStats |                   |           |                    |                 |
| Classement général |                   |           |                    |                 |
| Coureur | Coureur           | Pays      | Équipe             | Temps           |
| 1er | Edward Planckaert | Belgique  | Alpecin-Fenix      | 3 h 34 min 42 s |
| 2e | Gonzalo Serrano   | Espagne   | Movistar Team      | + 0 s           |
| 3e | Vincenzo Albanese | Italie    | Eolo-Kometa        | + 1 s           |
| 4e | Santiago Buitrago | Colombie  | Bahrain Victorious | + 1 s           |
| 5e | Romain Bardet     | France    | Team DSM           | + 3 s           |
| 6e | Robert Stannard   | Australie | BikeExchange       | + 9 s           |
| 7e | Miguel Flórez     | Colombie  | Arkéa-Samsic       | + 9 s           |
| 8e | Jetse Bol         | Pays-Bas  | Burgos-BH          | + 9 s           |
| 9e | Mikel Landa       | Espagne   | Bahrain Victorious | + 9 s           |
| 10e | Kévin Ledanois    | France    | Arkéa-Samsic       | + 9 s           |

### 2eétape
La deuxième étape est gagnée au sprint par le Colombien Sebastián Molano, sur une étape relativement plate, à Briviesca. L'Espagnol Serrano prend la tête du classement général.
| \| Classement de l'étape \| Classement de l'étape \| Classement de l'étape \| Classement de l'étape \| Classement de l'étape \| \| Coureur \| Coureur \| Pays \| Équipe \| Temps \| \| --------------------- \| --------------------------- \| --------------------- \| ---------------------- \| --------------------- \| \| 1er \| Sebastián Molano \| Colombie \| UAE Team Emirates \| 3 h 55 min 39 s \| \| 2e \| Alberto Dainese \| Italie \| Team DSM \| + 0 s \| \| 3e \| Matteo Trentin \| Italie \| UAE Team Emirates \| + 0 s \| \| 4e \| Jordi Meeus \| Belgique \| Bora-Hansgrohe \| + 0 s \| \| 5e \| Jon Aberasturi \| Espagne \| Caja Rural-Seguros RGA \| + 0 s \| \| 6e \| Reinardt Janse van Rensburg \| Afrique du Sud \| Qhubeka NextHash \| + 0 s \| \| 7e \| Itamar Einhorn \| Israël \| Israel Start-Up Nation \| + 0 s \| \| 8e \| Christopher Lawless \| Royaume-Uni \| TotalEnergies \| + 0 s \| \| 9e \| Marc Sarreau \| France \| AG2R Citroën Team \| + 0 s \| \| 10e \| Gonzalo Serrano \| Espagne \| Movistar Team \| + 0 s \| |                             |                |                        |                 |
| |                             |                |                        |                 |
| Source : ProCyclingStats |                             |                |                        |                 |
| Classement de l'étape |                             |                |                        |                 |
| Coureur | Coureur                     | Pays           | Équipe                 | Temps           |
| 1er | Sebastián Molano            | Colombie       | UAE Team Emirates      | 3 h 55 min 39 s |
| 2e | Alberto Dainese             | Italie         | Team DSM               | + 0 s           |
| 3e | Matteo Trentin              | Italie         | UAE Team Emirates      | + 0 s           |
| 4e | Jordi Meeus                 | Belgique       | Bora-Hansgrohe         | + 0 s           |
| 5e | Jon Aberasturi              | Espagne        | Caja Rural-Seguros RGA | + 0 s           |
| 6e | Reinardt Janse van Rensburg | Afrique du Sud | Qhubeka NextHash       | + 0 s           |
| 7e | Itamar Einhorn              | Israël         | Israel Start-Up Nation | + 0 s           |
| 8e | Christopher Lawless         | Royaume-Uni    | TotalEnergies          | + 0 s           |
| 9e | Marc Sarreau                | France         | AG2R Citroën Team      | + 0 s           |
| 10e | Gonzalo Serrano             | Espagne        | Movistar Team          | + 0 s           |

| \| Classement général \| Classement général \| Classement général \| Classement général \| Classement général \| \| Coureur \| Coureur \| Pays \| Équipe \| Temps \| \| ------------------ \| ------------------ \| ------------------ \| ---------------------- \| ------------------ \| \| 1er \| Gonzalo Serrano \| Espagne \| Movistar Team \| 7 h 30 min 21 s \| \| 2e \| Edward Planckaert \| Belgique \| Alpecin-Fenix \| + 0 s \| \| 3e \| Vincenzo Albanese \| Italie \| Eolo-Kometa \| + 1 s \| \| 4e \| Santiago Buitrago \| Colombie \| Bahrain Victorious \| + 1 s \| \| 5e \| Romain Bardet \| France \| Team DSM \| + 3 s \| \| 6e \| Robert Stannard \| Australie \| BikeExchange \| + 9 s \| \| 7e \| Jetse Bol \| Pays-Bas \| Burgos-BH \| + 9 s \| \| 8e \| Mikel Landa \| Espagne \| Bahrain Victorious \| + 9 s \| \| 9e \| Miguel Flórez \| Colombie \| Arkéa-Samsic \| + 9 s \| \| 10e \| Jonathan Lastra \| Espagne \| Caja Rural-Seguros RGA \| + 9 s \| |                   |           |                        |                 |
| |                   |           |                        |                 |
| Source : ProCyclingStats |                   |           |                        |                 |
| Classement général |                   |           |                        |                 |
| Coureur | Coureur           | Pays      | Équipe                 | Temps           |
| 1er | Gonzalo Serrano   | Espagne   | Movistar Team          | 7 h 30 min 21 s |
| 2e | Edward Planckaert | Belgique  | Alpecin-Fenix          | + 0 s           |
| 3e | Vincenzo Albanese | Italie    | Eolo-Kometa            | + 1 s           |
| 4e | Santiago Buitrago | Colombie  | Bahrain Victorious     | + 1 s           |
| 5e | Romain Bardet     | France    | Team DSM               | + 3 s           |
| 6e | Robert Stannard   | Australie | BikeExchange           | + 9 s           |
| 7e | Jetse Bol         | Pays-Bas  | Burgos-BH              | + 9 s           |
| 8e | Mikel Landa       | Espagne   | Bahrain Victorious     | + 9 s           |
| 9e | Miguel Flórez     | Colombie  | Arkéa-Samsic           | + 9 s           |
| 10e | Jonathan Lastra   | Espagne   | Caja Rural-Seguros RGA | + 9 s           |

### 3eétape
Une échappée se forme avec Óscar Cabedo, Joan Bou et Guy Niv, dont se détache Oier Lazkano avant d'être repris. Dans la montée du Picón Blanco (1 519 m), Romain Bardet attaque à deux reprises ; il rattrape Geoffrey Bouchard et Mikel Nieve qui roulaient en tête. Accélérant une troisième fois, Bardet s'isole et passe le col en tête. Il augmente son avance dans la descente et ne sera pas rattrapé par ses poursuivants : Bouchard, Nieve, Pozzovivo et Landa, malgré une chute à 5 km de l'arrivée. Il remporte l'étape à Espinosa de los Monteros et devient premier du classement général.
| \| Classement de l'étape \| Classement de l'étape \| Classement de l'étape \| Classement de l'étape \| Classement de l'étape \| \| Coureur \| Coureur \| Pays \| Équipe \| Temps \| \| --------------------- \| ---------------------------- \| --------------------- \| --------------------- \| --------------------- \| \| 1er \| Romain Bardet \| France \| Team DSM \| 4 h 14 min 14 s \| \| 2e \| Domenico Pozzovivo \| Italie \| Qhubeka NextHash \| + 39 s \| \| 3e \| Mikel Landa \| Espagne \| Bahrain Victorious \| + 39 s \| \| 4e \| Mikel Nieve \| Espagne \| BikeExchange \| + 39 s \| \| 5e \| Tobias Bayer \| Autriche \| Alpecin-Fenix \| + 50 s \| \| 6e \| Mark Padun \| Ukraine \| Bahrain Victorious \| + 50 s \| \| 7e \| Fabio Aru \| Italie \| Qhubeka NextHash \| + 50 s \| \| 8e \| Aleksandr Vlasov \| Russie \| Astana-Premier Tech \| + 50 s \| \| 9e \| David de la Cruz \| Espagne \| UAE Team Emirates \| + 50 s \| \| 10e \| Óscar Rodríguez Garaicoechea \| Espagne \| Astana-Premier Tech \| + 50 s \| |                              |          |                     |                 |
| |                              |          |                     |                 |
| Source : ProCyclingStats |                              |          |                     |                 |
| Classement de l'étape |                              |          |                     |                 |
| Coureur | Coureur                      | Pays     | Équipe              | Temps           |
| 1er | Romain Bardet                | France   | Team DSM            | 4 h 14 min 14 s |
| 2e | Domenico Pozzovivo           | Italie   | Qhubeka NextHash    | + 39 s          |
| 3e | Mikel Landa                  | Espagne  | Bahrain Victorious  | + 39 s          |
| 4e | Mikel Nieve                  | Espagne  | BikeExchange        | + 39 s          |
| 5e | Tobias Bayer                 | Autriche | Alpecin-Fenix       | + 50 s          |
| 6e | Mark Padun                   | Ukraine  | Bahrain Victorious  | + 50 s          |
| 7e | Fabio Aru                    | Italie   | Qhubeka NextHash    | + 50 s          |
| 8e | Aleksandr Vlasov             | Russie   | Astana-Premier Tech | + 50 s          |
| 9e | David de la Cruz             | Espagne  | UAE Team Emirates   | + 50 s          |
| 10e | Óscar Rodríguez Garaicoechea | Espagne  | Astana-Premier Tech | + 50 s          |

| \| Classement général \| Classement général \| Classement général \| Classement général \| Classement général \| \| Coureur \| Coureur \| Pays \| Équipe \| Temps \| \| ------------------ \| ------------------ \| ------------------ \| ------------------ \| ------------------ \| \| 1er \| Romain Bardet \| France \| Team DSM \| 12 h 22 min 00 s \| \| 2e \| Mikel Landa \| Espagne \| Bahrain Victorious \| + 45 s \| \| 3e \| Domenico Pozzovivo \| Italie \| Qhubeka NextHash \| + 58 s \| \| 4e \| Fabio Aru \| Italie \| Qhubeka NextHash \| + 1 min 00 s \| \| 5e \| David de la Cruz \| Espagne \| UAE Team Emirates \| + 1 min 00 s \| \| 6e \| Geoffrey Bouchard \| France \| AG2R Citroën Team \| + 1 min 00 s \| \| 7e \| Mark Padun \| Ukraine \| Bahrain Victorious \| + 1 min 05 s \| \| 8e \| Pavel Sivakov \| Russie \| Ineos Grenadiers \| + 1 min 07 s \| \| 9e \| Santiago Buitrago \| Colombie \| Bahrain Victorious \| + 1 min 36 s \| \| 10e \| Jaakko Hänninen \| Finlande \| AG2R Citroën Team \| + 1 min 45 s \| |                    |          |                    |                  |
| |                    |          |                    |                  |
| Source : ProCyclingStats |                    |          |                    |                  |
| Classement général |                    |          |                    |                  |
| Coureur | Coureur            | Pays     | Équipe             | Temps            |
| 1er | Romain Bardet      | France   | Team DSM           | 12 h 22 min 00 s |
| 2e | Mikel Landa        | Espagne  | Bahrain Victorious | + 45 s           |
| 3e | Domenico Pozzovivo | Italie   | Qhubeka NextHash   | + 58 s           |
| 4e | Fabio Aru          | Italie   | Qhubeka NextHash   | + 1 min 00 s     |
| 5e | David de la Cruz   | Espagne  | UAE Team Emirates  | + 1 min 00 s     |
| 6e | Geoffrey Bouchard  | France   | AG2R Citroën Team  | + 1 min 00 s     |
| 7e | Mark Padun         | Ukraine  | Bahrain Victorious | + 1 min 05 s     |
| 8e | Pavel Sivakov      | Russie   | Ineos Grenadiers   | + 1 min 07 s     |
| 9e | Santiago Buitrago  | Colombie | Bahrain Victorious | + 1 min 36 s     |
| 10e | Jaakko Hänninen    | Finlande | AG2R Citroën Team  | + 1 min 45 s     |

### 4eétape
Plate, la quatrième étape est à nouveau remportée au sprint par Sebastián Molano, à Aranda de Duero. Bardet conserve son maillot de leader.
| \| Classement de l'étape \| Classement de l'étape \| Classement de l'étape \| Classement de l'étape \| Classement de l'étape \| \| Coureur \| Coureur \| Pays \| Équipe \| Temps \| \| --------------------- \| --------------------- \| --------------------- \| ---------------------- \| --------------------- \| \| 1er \| Sebastián Molano \| Colombie \| UAE Team Emirates \| 3 h 20 min 28 s \| \| 2e \| Jon Aberasturi \| Espagne \| Caja Rural-Seguros RGA \| + 0 s \| \| 3e \| Vincenzo Albanese \| Italie \| Eolo-Kometa \| + 0 s \| \| 4e \| Matteo Trentin \| Italie \| UAE Team Emirates \| + 0 s \| \| 5e \| Jordi Meeus \| Belgique \| Bora-Hansgrohe \| + 0 s \| \| 6e \| Marc Sarreau \| France \| AG2R Citroën Team \| + 0 s \| \| 7e \| Sacha Modolo \| Italie \| Alpecin-Fenix \| + 0 s \| \| 8e \| Gonzalo Serrano \| Espagne \| Movistar Team \| + 0 s \| \| 9e \| Itamar Einhorn \| Israël \| Israel Start-Up Nation \| + 0 s \| \| 10e \| José Joaquín Rojas \| Espagne \| Movistar Team \| + 0 s \| |                    |          |                        |                 |
| |                    |          |                        |                 |
| Source : ProCyclingStats |                    |          |                        |                 |
| Classement de l'étape |                    |          |                        |                 |
| Coureur | Coureur            | Pays     | Équipe                 | Temps           |
| 1er | Sebastián Molano   | Colombie | UAE Team Emirates      | 3 h 20 min 28 s |
| 2e | Jon Aberasturi     | Espagne  | Caja Rural-Seguros RGA | + 0 s           |
| 3e | Vincenzo Albanese  | Italie   | Eolo-Kometa            | + 0 s           |
| 4e | Matteo Trentin     | Italie   | UAE Team Emirates      | + 0 s           |
| 5e | Jordi Meeus        | Belgique | Bora-Hansgrohe         | + 0 s           |
| 6e | Marc Sarreau       | France   | AG2R Citroën Team      | + 0 s           |
| 7e | Sacha Modolo       | Italie   | Alpecin-Fenix          | + 0 s           |
| 8e | Gonzalo Serrano    | Espagne  | Movistar Team          | + 0 s           |
| 9e | Itamar Einhorn     | Israël   | Israel Start-Up Nation | + 0 s           |
| 10e | José Joaquín Rojas | Espagne  | Movistar Team          | + 0 s           |

| \| Classement général \| Classement général \| Classement général \| Classement général \| Classement général \| \| Coureur \| Coureur \| Pays \| Équipe \| Temps \| \| ------------------ \| ------------------ \| ------------------ \| ------------------ \| ------------------ \| \| 1er \| Romain Bardet \| France \| Team DSM \| 15 h 05 min 06 s \| \| 2e \| Mikel Landa \| Espagne \| Bahrain Victorious \| + 45 s \| \| 3e \| David de la Cruz \| Espagne \| UAE Team Emirates \| + 1 min 00 s \| \| 4e \| Fabio Aru \| Italie \| Qhubeka NextHash \| + 1 min 00 s \| \| 5e \| Mark Padun \| Ukraine \| Bahrain Victorious \| + 1 min 05 s \| \| 6e \| Pavel Sivakov \| Russie \| Ineos Grenadiers \| + 1 min 07 s \| \| 7e \| Geoffrey Bouchard \| France \| AG2R Citroën Team \| + 1 min 08 s \| \| 8e \| Domenico Pozzovivo \| Italie \| Qhubeka NextHash \| + 1 min 18 s \| \| 9e \| Santiago Buitrago \| Colombie \| Bahrain Victorious \| + 1 min 41 s \| \| 10e \| Jaakko Hänninen \| Finlande \| AG2R Citroën Team \| + 1 min 53 s \| |                    |          |                    |                  |
| |                    |          |                    |                  |
| Source : ProCyclingStats |                    |          |                    |                  |
| Classement général |                    |          |                    |                  |
| Coureur | Coureur            | Pays     | Équipe             | Temps            |
| 1er | Romain Bardet      | France   | Team DSM           | 15 h 05 min 06 s |
| 2e | Mikel Landa        | Espagne  | Bahrain Victorious | + 45 s           |
| 3e | David de la Cruz   | Espagne  | UAE Team Emirates  | + 1 min 00 s     |
| 4e | Fabio Aru          | Italie   | Qhubeka NextHash   | + 1 min 00 s     |
| 5e | Mark Padun         | Ukraine  | Bahrain Victorious | + 1 min 05 s     |
| 6e | Pavel Sivakov      | Russie   | Ineos Grenadiers   | + 1 min 07 s     |
| 7e | Geoffrey Bouchard  | France   | AG2R Citroën Team  | + 1 min 08 s     |
| 8e | Domenico Pozzovivo | Italie   | Qhubeka NextHash   | + 1 min 18 s     |
| 9e | Santiago Buitrago  | Colombie | Bahrain Victorious | + 1 min 41 s     |
| 10e | Jaakko Hänninen    | Finlande | AG2R Citroën Team  | + 1 min 53 s     |

### 5eétape
Une échappée de six coureurs se forme, avec Lawson Craddock, Sep Vanmarcke, Marcus Burghardt, Mikel Bizkarra, Álvaro Cuadros et Gonzalo Serrano. Burghardt est rattrapé dans l'ascension des Lagunas de Neila. Puis Serrano essaie de s'extraire de l'échappée. À 3,6 km de l'arrivée, grâce au travail de ses équipiers, Mark Padun s'échappe. Le leader Romain Bardet craque et n'arrive pas à suivre les favoris, à 2,1 km de l'arrivée. Egan Bernal tente sa chance, puis c'est Hugh Carthy qui s'échappe et s'impose au sommet. Mikel Landa franchit la ligne en 6e position et gagne le classement général, alors que Bardet, en perdition, chute à la 6e place.
| \| Classement de l'étape \| Classement de l'étape \| Classement de l'étape \| Classement de l'étape \| Classement de l'étape \| \| Coureur \| Coureur \| Pays \| Équipe \| Temps \| \| --------------------- \| --------------------- \| --------------------- \| --------------------- \| --------------------- \| \| 1er \| Hugh Carthy \| Royaume-Uni \| EF Education-Nippo \| 3 h 23 min 53 s \| \| 2e \| Einer Rubio \| Colombie \| Movistar Team \| + 5 s \| \| 3e \| Simon Yates \| Royaume-Uni \| BikeExchange \| + 7 s \| \| 4e \| Egan Bernal \| Colombie \| Ineos Grenadiers \| + 13 s \| \| 5e \| Jay Vine \| Australie \| Alpecin-Fenix \| + 14 s \| \| 6e \| Mikel Landa \| Espagne \| Bahrain Victorious \| + 16 s \| \| 7e \| Santiago Buitrago \| Colombie \| Bahrain Victorious \| + 29 s \| \| 8e \| Fabio Aru \| Italie \| Qhubeka NextHash \| + 37 s \| \| 9e \| Mark Padun \| Ukraine \| Bahrain Victorious \| + 39 s \| \| 10e \| Mikel Bizkarra \| Espagne \| Euskaltel-Euskadi \| + 43 s \| |                   |             |                    |                 |
| |                   |             |                    |                 |
| Source : ProCyclingStats |                   |             |                    |                 |
| Classement de l'étape |                   |             |                    |                 |
| Coureur | Coureur           | Pays        | Équipe             | Temps           |
| 1er | Hugh Carthy       | Royaume-Uni | EF Education-Nippo | 3 h 23 min 53 s |
| 2e | Einer Rubio       | Colombie    | Movistar Team      | + 5 s           |
| 3e | Simon Yates       | Royaume-Uni | BikeExchange       | + 7 s           |
| 4e | Egan Bernal       | Colombie    | Ineos Grenadiers   | + 13 s          |
| 5e | Jay Vine          | Australie   | Alpecin-Fenix      | + 14 s          |
| 6e | Mikel Landa       | Espagne     | Bahrain Victorious | + 16 s          |
| 7e | Santiago Buitrago | Colombie    | Bahrain Victorious | + 29 s          |
| 8e | Fabio Aru         | Italie      | Qhubeka NextHash   | + 37 s          |
| 9e | Mark Padun        | Ukraine     | Bahrain Victorious | + 39 s          |
| 10e | Mikel Bizkarra    | Espagne     | Euskaltel-Euskadi  | + 43 s          |

## Classements finals

### Classement général
| \| Classement général \| Classement général \| Classement général \| Classement général \| Classement général \| \| Coureur \| Coureur \| Pays \| Équipe \| Temps \| \| ------------------ \| --------------------- \| ------------------ \| ------------------ \| ------------------ \| \| 1er \| Mikel Landa \| Espagne \| Bahrain Victorious \| 18 h 30 min 00 s \| \| 2e \| Fabio Aru \| Italie \| Qhubeka NextHash \| + 36 s \| \| 3e \| Mark Padun \| Ukraine \| Bahrain Victorious \| + 43 s \| \| 4e \| Pavel Sivakov \| Russie \| Ineos Grenadiers \| + 49 s \| \| 5e \| David de la Cruz \| Espagne \| UAE Team Emirates \| + 51 s \| \| 6e \| Romain Bardet \| France \| Team DSM \| + 53 s \| \| 7e \| Einer Rubio \| Colombie \| Movistar Team \| + 58 s \| \| 8e \| Santiago Buitrago \| Colombie \| Bahrain Victorious \| + 1 min 09 s \| \| 9e \| Geoffrey Bouchard \| France \| AG2R Citroën Team \| + 1 min 21 s \| \| 10e \| Sébastien Reichenbach \| Suisse \| Groupama-FDJ \| + 1 min 39 s \| |                       |          |                    |                  |
| |                       |          |                    |                  |
| Source : ProCyclingStats |                       |          |                    |                  |
| Classement général |                       |          |                    |                  |
| Coureur | Coureur               | Pays     | Équipe             | Temps            |
| 1er | Mikel Landa           | Espagne  | Bahrain Victorious | 18 h 30 min 00 s |
| 2e | Fabio Aru             | Italie   | Qhubeka NextHash   | + 36 s           |
| 3e | Mark Padun            | Ukraine  | Bahrain Victorious | + 43 s           |
| 4e | Pavel Sivakov         | Russie   | Ineos Grenadiers   | + 49 s           |
| 5e | David de la Cruz      | Espagne  | UAE Team Emirates  | + 51 s           |
| 6e | Romain Bardet         | France   | Team DSM           | + 53 s           |
| 7e | Einer Rubio           | Colombie | Movistar Team      | + 58 s           |
| 8e | Santiago Buitrago     | Colombie | Bahrain Victorious | + 1 min 09 s     |
| 9e | Geoffrey Bouchard     | France   | AG2R Citroën Team  | + 1 min 21 s     |
| 10e | Sébastien Reichenbach | Suisse   | Groupama-FDJ       | + 1 min 39 s     |

### Classements annexes
| Classement par points | Classement par points | Classement par points | Classement par points  | Classement par points |
| Coureur               | Coureur               | Pays                  | Équipe                 | Points                |
| --------------------- | --------------------- | --------------------- | ---------------------- | --------------------- |
| 1er                   | Sebastián Molano      | Colombie              | UAE Team Emirates      | 50 pts                |
| 2e                    | Romain Bardet         | France                | Team DSM               | 37 pts                |
| 3e                    | Mikel Landa           | Espagne               | Bahrain Victorious     | 33 pts                |
| 4e                    | Vincenzo Albanese     | Italie                | Eolo-Kometa            | 32 pts                |
| 5e                    | Jon Aberasturi        | Espagne               | Caja Rural-Seguros RGA | 32 pts                |

| Classement par points | Classement par points | Classement par points | Classement par points  | Classement par points |
| Coureur               | Coureur               | Pays                  | Équipe                 | Points                |
| --------------------- | --------------------- | --------------------- | ---------------------- | --------------------- |
| 1er                   | Sebastián Molano      | Colombie              | UAE Team Emirates      | 50 pts                |
| 2e                    | Romain Bardet         | France                | Team DSM               | 37 pts                |
| 3e                    | Mikel Landa           | Espagne               | Bahrain Victorious     | 33 pts                |
| 4e                    | Vincenzo Albanese     | Italie                | Eolo-Kometa            | 32 pts                |
| 5e                    | Jon Aberasturi        | Espagne               | Caja Rural-Seguros RGA | 32 pts                |

| Classement de la montagne | Classement de la montagne | Classement de la montagne | Classement de la montagne | Classement de la montagne |
| Coureur                   | Coureur                   | Pays                      | Équipe                    | Points                    |
| ------------------------- | ------------------------- | ------------------------- | ------------------------- | ------------------------- |
| 1er                       | Romain Bardet             | France                    | Team DSM                  | 30 pts                    |
| 2e                        | Hugh Carthy               | Royaume-Uni               | EF Education-Nippo        | 30 pts                    |
| 3e                        | Mikel Landa               | Espagne                   | Bahrain Victorious        | 30 pts                    |
| 4e                        | Einer Rubio               | Colombie                  | Movistar Team             | 25 pts                    |
| 5e                        | Geoffrey Bouchard         | France                    | AG2R Citroën Team         | 25 pts                    |

| Classement de la montagne | Classement de la montagne | Classement de la montagne | Classement de la montagne | Classement de la montagne |
| Coureur                   | Coureur                   | Pays                      | Équipe                    | Points                    |
| ------------------------- | ------------------------- | ------------------------- | ------------------------- | ------------------------- |
| 1er                       | Romain Bardet             | France                    | Team DSM                  | 30 pts                    |
| 2e                        | Hugh Carthy               | Royaume-Uni               | EF Education-Nippo        | 30 pts                    |
| 3e                        | Mikel Landa               | Espagne                   | Bahrain Victorious        | 30 pts                    |
| 4e                        | Einer Rubio               | Colombie                  | Movistar Team             | 25 pts                    |
| 5e                        | Geoffrey Bouchard         | France                    | AG2R Citroën Team         | 25 pts                    |

| Classement du meilleur jeune | Classement du meilleur jeune | Classement du meilleur jeune | Classement du meilleur jeune | Classement du meilleur jeune |
| Coureur                      | Coureur                      | Pays                         | Équipe                       | Temps                        |
| ---------------------------- | ---------------------------- | ---------------------------- | ---------------------------- | ---------------------------- |
| 1er                          | Einer Rubio                  | Colombie                     | Movistar Team                | 18 h 30 min 58 s             |
| 2e                           | Santiago Buitrago            | Colombie                     | Bahrain Victorious           | + 11 s                       |
| 3e                           | Andrés Camilo Ardila         | Colombie                     | UAE Team Emirates            | + 1 min 44 s                 |
| 4e                           | Tobias Bayer                 | Autriche                     | Alpecin-Fenix                | + 3 min 42 s                 |
| 5e                           | Roger Adrià                  | Espagne                      | Equipo Kern Pharma           | + 3 min 42 s                 |

| Classement du meilleur jeune | Classement du meilleur jeune | Classement du meilleur jeune | Classement du meilleur jeune | Classement du meilleur jeune |
| Coureur                      | Coureur                      | Pays                         | Équipe                       | Temps                        |
| ---------------------------- | ---------------------------- | ---------------------------- | ---------------------------- | ---------------------------- |
| 1er                          | Einer Rubio                  | Colombie                     | Movistar Team                | 18 h 30 min 58 s             |
| 2e                           | Santiago Buitrago            | Colombie                     | Bahrain Victorious           | + 11 s                       |
| 3e                           | Andrés Camilo Ardila         | Colombie                     | UAE Team Emirates            | + 1 min 44 s                 |
| 4e                           | Tobias Bayer                 | Autriche                     | Alpecin-Fenix                | + 3 min 42 s                 |
| 5e                           | Roger Adrià                  | Espagne                      | Equipo Kern Pharma           | + 3 min 42 s                 |

| Classement par équipes | Classement par équipes | Classement par équipes | Classement par équipes |
| Équipe                 | Équipe                 | Pays                   | Temps                  |
| ---------------------- | ---------------------- | ---------------------- | ---------------------- |
| 1re                    | Bahrain Victorious     | Bahreïn                | 55 h 31 min 44 s       |
| 2e                     | Astana-Premier Tech    | Kazakhstan             | + 7 min 40 s           |
| 3e                     | Movistar Team          | Espagne                | + 8 min 53 s           |
| 4e                     | UAE Team Emirates      | Émirats arabes unis    | + 8 min 57 s           |
| 5e                     | AG2R Citroën Team      | France                 | + 9 min 44 s           |

| Classement par équipes | Classement par équipes | Classement par équipes | Classement par équipes |
| Équipe                 | Équipe                 | Pays                   | Temps                  |
| ---------------------- | ---------------------- | ---------------------- | ---------------------- |
| 1re                    | Bahrain Victorious     | Bahreïn                | 55 h 31 min 44 s       |
| 2e                     | Astana-Premier Tech    | Kazakhstan             | + 7 min 40 s           |
| 3e                     | Movistar Team          | Espagne                | + 8 min 53 s           |
| 4e                     | UAE Team Emirates      | Émirats arabes unis    | + 8 min 57 s           |
| 5e                     | AG2R Citroën Team      | France                 | + 9 min 44 s           |

### Classement UCI
La course attribue des points au Classement mondial UCI 2021 selon le barème suivant.
| Position           | 1er | 2e  | 3e  | 4e  | 5e | 6e | 7e | 8e | 9e | 10e | 11e | 12e | 13e | 14e | 15e | 16e à 30e | 31e à 40e |
| Classement général | 200 | 150 | 125 | 100 | 85 | 70 | 60 | 50 | 40 | 35  | 30  | 25  | 20  | 15  | 10  | 5         | 3         |
| Par étape          | 20  | 10  | 5   |     |    |    |    |    |    |     |     |     |     |     |     |           |           |
| Leader, par étape  | 5   |     |     |     |    |    |    |    |    |     |     |     |     |     |     |           |           |

## Évolution des classements
| Étape              | Vainqueur          | Classement général | Classement par points | Classement de la montagne | Classement du meilleur jeune | Classement par équipes |
| ------------------ | ------------------ | ------------------ | --------------------- | ------------------------- | ---------------------------- | ---------------------- |
| 1                  | Edward Planckaert  | Edward Planckaert  | Edward Planckaert     | Edward Planckaert         | Santiago Buitrago            | Bahrain Victorious     |
| 2                  | Sebastián Molano   | Gonzalo Serrano    | Edward Planckaert     | Edward Planckaert         | Santiago Buitrago            | Bahrain Victorious     |
| 3                  | Romain Bardet      | Romain Bardet      | Romain Bardet         | Romain Bardet             | Santiago Buitrago            | Bahrain Victorious     |
| 4                  | Sebastián Molano   | Romain Bardet      | Sebastián Molano      | Romain Bardet             | Santiago Buitrago            | Bahrain Victorious     |
| 5                  | Hugh Carthy        | Mikel Landa        | Sebastián Molano      | Romain Bardet             | Einer Rubio                  | Bahrain Victorious     |
| Classements finals | Classements finals | Mikel Landa        | Sebastián Molano      | Romain Bardet             | Einer Rubio                  | Bahrain Victorious     |

## Liste des participants
| Bahrain Victorious TBV | Bahrain Victorious TBV  | Bahrain Victorious TBV |
| ---------------------- | ----------------------- | ---------------------- |
| Num                    | Coureur                 | Pos                    |
| 1                      | Mikel Landa (ESP)       | 1er                    |
| 2                      | Yukiya Arashiro (JPN)   | 98e                    |
| 3                      | Damiano Caruso (ITA)    | 13e                    |
| 4                      | Santiago Buitrago (COL) | 8e                     |
| 5                      | Gino Mäder (SUI)        | 60e                    |
| 6                      | Mark Padun (UKR)        | 3e                     |
| 7                      | Stephen Williams (GBR)  | 114e                   |

| Ineos Grenadiers IGD | Ineos Grenadiers IGD   | Ineos Grenadiers IGD |
| -------------------- | ---------------------- | -------------------- |
| Num                  | Coureur                | Pos                  |
| 11                   | Egan Bernal (COL)      | 38e                  |
| 12                   | Adam Yates (GBR)       | 96e                  |
| 13                   | Carlos Rodríguez (ESP) | 94e                  |
| 14                   | Jhonatan Narváez (ECU) | 90e                  |
| 15                   | Salvatore Puccio (ITA) | 106e                 |
| 16                   | Pavel Sivakov (RUS)    | 4e                   |
| 17                   | Daniel Martínez (COL)  | NP-4                 |

| Movistar Team MOV | Movistar Team MOV        | Movistar Team MOV |
| ----------------- | ------------------------ | ----------------- |
| Num               | Coureur                  | Pos               |
| 21                | Johan Jacobs (SUI)       | 72e               |
| 22                | Gregor Mühlberger (AUT)  | NP-5              |
| 23                | Nélson Oliveira (POR)    | NP-5              |
| 24                | Antonio Pedrero (ESP)    | 55e               |
| 25                | José Joaquín Rojas (ESP) | 44e               |
| 26                | Einer Rubio (COL)        | 7e                |
| 27                | Gonzalo Serrano (ESP)    | 40e               |

| Astana-Premier Tech APT | Astana-Premier Tech APT            | Astana-Premier Tech APT |
| ----------------------- | ---------------------------------- | ----------------------- |
| Num                     | Coureur                            | Pos                     |
| 31                      | Luis León Sánchez (ESP)            | 30e                     |
| 32                      | Gorka Izagirre (ESP)               | 37e                     |
| 33                      | Rodrigo Contreras (COL)            | 42e                     |
| 34                      | Óscar Rodríguez Garaicoechea (ESP) | 21e                     |
| 35                      | Yuriy Natarov (KAZ)                | 35e                     |
| 36                      | Harold Tejada (COL)                | 65e                     |
| 37                      | Aleksandr Vlasov (RUS)             | 34e                     |

| Bora-Hansgrohe BOH | Bora-Hansgrohe BOH     | Bora-Hansgrohe BOH |
| ------------------ | ---------------------- | ------------------ |
| Num                | Coureur                | Pos                |
| 41                 | Cesare Benedetti (POL) | 87e                |
| 42                 | Marcus Burghardt (GER) | 101e               |
| 43                 | Patrick Gamper (AUT)   | 51e                |
| 45                 | Jordi Meeus (BEL)      | 112e               |
| 46                 | Daniel Oss (ITA)       | 119e               |
| 47                 | Ben Zwiehoff (GER)     | 19e                |

| EF Education-Nippo EFN | EF Education-Nippo EFN | EF Education-Nippo EFN |
| ---------------------- | ---------------------- | ---------------------- |
| Num                    | Coureur                | Pos                    |
| 51                     | Hugh Carthy (GBR)      | 41e                    |
| 52                     | William Barta (USA)    | 74e                    |
| 53                     | Jonathan Caicedo (ECU) | 77e                    |
| 54                     | Simon Carr (GBR)       | 93e                    |
| 55                     | Lawson Craddock (USA)  | 75e                    |
| 56                     | Jens Keukeleire (BEL)  | 57e                    |
| 57                     | Hideto Nakane (JPN)    | 104e                   |

| Groupama-FDJ GFC | Groupama-FDJ GFC            | Groupama-FDJ GFC |
| ---------------- | --------------------------- | ---------------- |
| Num              | Coureur                     | Pos              |
| 61               | Alexys Brunel (FRA)         | 92e              |
| 62               | Kevin Geniets (LUX) (route) | 39e              |
| 63               | Matthieu Ladagnous (FRA)    | 115e             |
| 64               | Sébastien Reichenbach (SUI) | 10e              |
| 65               | Anthony Roux (FRA)          | 99e              |
| 66               | Lars van den Berg (NED)     | 36e              |
| 67               | Reuben Thompson (NZL)       | 83e              |

| Israel Start-Up Nation ISN | Israel Start-Up Nation ISN       | Israel Start-Up Nation ISN |
| -------------------------- | -------------------------------- | -------------------------- |
| Num                        | Coureur                          | Pos                        |
| 71                         | Alexander Cataford (CAN)         | 84e                        |
| 72                         | Itamar Einhorn (ISR)             | 123e                       |
| 73                         | Krists Neilands (LAT)            | AB-3                       |
| 74                         | Guy Niv (ISR)                    | 118e                       |
| 75                         | James Piccoli (CAN)              | 18e                        |
| 76                         | Mads Würtz Schmidt (DEN) (route) | 29e                        |
| 77                         | Sep Vanmarcke (BEL)              | 66e                        |

| BikeExchange BEX | BikeExchange BEX      | BikeExchange BEX |
| ---------------- | --------------------- | ---------------- |
| Num              | Coureur               | Pos              |
| 81               | Simon Yates (GBR)     | 33e              |
| 82               | Mikel Nieve (ESP)     | 52e              |
| 83               | Sam Bewley (NZL)      | AB-1             |
| 84               | Goh Choon Huat (SGP)  | AB-1             |
| 85               | Damien Howson (AUS)   | 116e             |
| 86               | Robert Stannard (AUS) | 70e              |
| 87               | Andrey Zeits (KAZ)    | 43e              |

| UAE Team Emirates UAD | UAE Team Emirates UAD      | UAE Team Emirates UAD |
| --------------------- | -------------------------- | --------------------- |
| Num                   | Coureur                    | Pos                   |
| 91                    | David de la Cruz (ESP)     | 5e                    |
| 92                    | Andrés Camilo Ardila (COL) | 11e                   |
| 93                    | Finn Fisher-Black (NZL)    | 76e                   |
| 94                    | Sebastián Molano (COL)     | 111e                  |
| 95                    | Cristian Muñoz (COL)       | 69e                   |
| 96                    | Matteo Trentin (ITA)       | 81e                   |
| 97                    | Joe Dombrowski (USA)       | 100e                  |

| Qhubeka NextHash TQA | Qhubeka NextHash TQA              | Qhubeka NextHash TQA |
| -------------------- | --------------------------------- | -------------------- |
| Num                  | Coureur                           | Pos                  |
| 101                  | Fabio Aru (ITA)                   | 2e                   |
| 102                  | Sander Armée (BEL)                | NP-5                 |
| 103                  | Bert-Jan Lindeman (NED)           | 108e                 |
| 104                  | Domenico Pozzovivo (ITA)          | NP-5                 |
| 105                  | Dylan Sunderland (AUS)            | 117e                 |
| 106                  | Reinardt Janse van Rensburg (RSA) | 85e                  |
| 107                  | Emil Vinjebo (DEN)                | AB-2                 |

| AG2R Citroën Team ACT | AG2R Citroën Team ACT   | AG2R Citroën Team ACT |
| --------------------- | ----------------------- | --------------------- |
| Num                   | Coureur                 | Pos                   |
| 111                   | François Bidard (FRA)   | 48e                   |
| 112                   | Geoffrey Bouchard (FRA) | 9e                    |
| 113                   | Lilian Calmejane (FRA)  | 27e                   |
| 114                   | Mikaël Cherel (FRA)     | 28e                   |
| 115                   | Jaakko Hänninen (FIN)   | NP-5                  |
| 116                   | Marc Sarreau (FRA)      | AB-5                  |
| 117                   | Damien Touzé (FRA)      | 58e                   |

| Team DSM DSM | Team DSM DSM          | Team DSM DSM |
| ------------ | --------------------- | ------------ |
| Num          | Coureur               | Pos          |
| 121          | Romain Bardet (FRA)   | 6e           |
| 122          | Thymen Arensman (NED) | 23e          |
| 123          | Alberto Dainese (ITA) | AB-5         |
| 124          | Nico Denz (GER)       | AB-5         |
| 125          | Chad Haga (USA)       | 61e          |
| 126          | Chris Hamilton (AUS)  | 82e          |
| 127          | Martijn Tusveld (NED) | 24e          |

| Alpecin-Fenix AFC | Alpecin-Fenix AFC       | Alpecin-Fenix AFC |
| ----------------- | ----------------------- | ----------------- |
| Num               | Coureur                 | Pos               |
| 131               | Jay Vine (AUS)          | 105e              |
| 132               | Floris De Tier (BEL)    | 49e               |
| 133               | Tobias Bayer (AUT)      | 14e               |
| 134               | Lionel Taminiaux (BEL)  | AB-1              |
| 135               | Edward Planckaert (BEL) | 88e               |
| 136               | Sacha Modolo (ITA)      | 122e              |
| 137               | Scott Thwaites (GBR)    | 97e               |

| Burgos-BH BBH | Burgos-BH BBH        | Burgos-BH BBH |
| ------------- | -------------------- | ------------- |
| Num           | Coureur              | Pos           |
| 141           | Ángel Madrazo (ESP)  | 20e           |
| 142           | Daniel Navarro (ESP) | AB-3          |
| 143           | Mario Aparicio (ESP) | 102e          |
| 144           | Jetse Bol (NED)      | 17e           |
| 145           | Carlos Canal (ESP)   | 113e          |
| 146           | Diego Rubio (ESP)    | 95e           |
| 147           | Óscar Cabedo (ESP)   | 80e           |

| TotalEnergies TDE | TotalEnergies TDE         | TotalEnergies TDE |
| ----------------- | ------------------------- | ----------------- |
| Num               | Coureur                   | Pos               |
| 151               | Jérémy Cabot (FRA)        | AB-4              |
| 152               | Víctor de la Parte (ESP)  | 25e               |
| 153               | Marlon Gaillard (FRA)     | 64e               |
| 154               | Damien Gaudin (FRA)       | AB-5              |
| 155               | Christopher Lawless (GBR) | 120e              |
| 156               | Florian Maitre (FRA)      | 103e              |
| 157               | Adrien Petit (FRA)        | AB-5              |

| Arkéa-Samsic ARK | Arkéa-Samsic ARK     | Arkéa-Samsic ARK |
| ---------------- | -------------------- | ---------------- |
| Num              | Coureur              | Pos              |
| 161              | Winner Anacona (COL) | 45e              |
| 162              | Diego Rosa (ITA)     | AB-3             |
| 163              | Thomas Boudat (FRA)  | 121e             |
| 164              | Miguel Flórez (COL)  | 12e              |
| 165              | Matîs Louvel (FRA)   | 54e              |
| 166              | Łukasz Owsian (POL)  | 71e              |
| 167              | Kévin Ledanois (FRA) | 56e              |

| Caja Rural-Seguros RGA CJR | Caja Rural-Seguros RGA CJR | Caja Rural-Seguros RGA CJR |
| -------------------------- | -------------------------- | -------------------------- |
| Num                        | Coureur                    | Pos                        |
| 171                        | Jon Aberasturi (ESP)       | 107e                       |
| 172                        | Julen Amézqueta (ESP)      | 73e                        |
| 173                        | Álvaro Cuadros (ESP)       | 78e                        |
| 174                        | Jonathan Lastra (ESP)      | 26e                        |
| 175                        | Oier Lazkano (ESP)         | 91e                        |
| 176                        | Sergio Román Martín (ESP)  | 67e                        |
| 177                        | Jokin Murguialday (ESP)    | 47e                        |

| Equipo Kern Pharma EKP | Equipo Kern Pharma EKP     | Equipo Kern Pharma EKP |
| ---------------------- | -------------------------- | ---------------------- |
| Num                    | Coureur                    | Pos                    |
| 181                    | Urko Berrade (ESP)         | 16e                    |
| 182                    | Roger Adrià (ESP)          | 15e                    |
| 183                    | Raúl García Pierna (ESP)   | 124e                   |
| 184                    | Francisco Galván (ESP)     | 86e                    |
| 185                    | Jon Agirre (ESP)           | 63e                    |
| 186                    | Carlos García Pierna (ESP) | 50e                    |
| 187                    | Álex Jaime (ESP)           | 109e                   |

| Euskaltel-Euskadi EUS | Euskaltel-Euskadi EUS | Euskaltel-Euskadi EUS |
| --------------------- | --------------------- | --------------------- |
| Num                   | Coureur               | Pos                   |
| 191                   | Mikel Alonso (ESP)    | 125e                  |
| 192                   | Mikel Bizkarra (ESP)  | 59e                   |
| 193                   | Mikel Iturria (ESP)   | 22e                   |
| 194                   | Joan Bou (ESP)        | 31e                   |
| 195                   | Gotzon Martín (ESP)   | 53e                   |
| 196                   | Unai Cuadrado (ESP)   | 46e                   |
| 197                   | Luis Ángel Maté (ESP) | 68e                   |

| Eolo-Kometa EOK | Eolo-Kometa EOK              | Eolo-Kometa EOK |
| --------------- | ---------------------------- | --------------- |
| Num             | Coureur                      | Pos             |
| 201             | Francesco Gavazzi (ITA)      | AB-4            |
| 202             | Diego Pablo Sevilla (ESP)    | 126e            |
| 203             | Vincenzo Albanese (ITA)      | 62e             |
| 204             | Alejandro Ropero (ESP)       | 89e             |
| 205             | Márton Dina (HUN)            | 110e            |
| 206             | Mark Christian (GBR)         | 32e             |
| 207             | Sergio García González (ESP) | 79e             |

| Bahrain Victorious TBV | Bahrain Victorious TBV  | Bahrain Victorious TBV |
| ---------------------- | ----------------------- | ---------------------- |
| Num                    | Coureur                 | Pos                    |
| 1                      | Mikel Landa (ESP)       | 1er                    |
| 2                      | Yukiya Arashiro (JPN)   | 98e                    |
| 3                      | Damiano Caruso (ITA)    | 13e                    |
| 4                      | Santiago Buitrago (COL) | 8e                     |
| 5                      | Gino Mäder (SUI)        | 60e                    |
| 6                      | Mark Padun (UKR)        | 3e                     |
| 7                      | Stephen Williams (GBR)  | 114e                   |

| Ineos Grenadiers IGD | Ineos Grenadiers IGD   | Ineos Grenadiers IGD |
| -------------------- | ---------------------- | -------------------- |
| Num                  | Coureur                | Pos                  |
| 11                   | Egan Bernal (COL)      | 38e                  |
| 12                   | Adam Yates (GBR)       | 96e                  |
| 13                   | Carlos Rodríguez (ESP) | 94e                  |
| 14                   | Jhonatan Narváez (ECU) | 90e                  |
| 15                   | Salvatore Puccio (ITA) | 106e                 |
| 16                   | Pavel Sivakov (RUS)    | 4e                   |
| 17                   | Daniel Martínez (COL)  | NP-4                 |

| Movistar Team MOV | Movistar Team MOV        | Movistar Team MOV |
| ----------------- | ------------------------ | ----------------- |
| Num               | Coureur                  | Pos               |
| 21                | Johan Jacobs (SUI)       | 72e               |
| 22                | Gregor Mühlberger (AUT)  | NP-5              |
| 23                | Nélson Oliveira (POR)    | NP-5              |
| 24                | Antonio Pedrero (ESP)    | 55e               |
| 25                | José Joaquín Rojas (ESP) | 44e               |
| 26                | Einer Rubio (COL)        | 7e                |
| 27                | Gonzalo Serrano (ESP)    | 40e               |

| Astana-Premier Tech APT | Astana-Premier Tech APT            | Astana-Premier Tech APT |
| ----------------------- | ---------------------------------- | ----------------------- |
| Num                     | Coureur                            | Pos                     |
| 31                      | Luis León Sánchez (ESP)            | 30e                     |
| 32                      | Gorka Izagirre (ESP)               | 37e                     |
| 33                      | Rodrigo Contreras (COL)            | 42e                     |
| 34                      | Óscar Rodríguez Garaicoechea (ESP) | 21e                     |
| 35                      | Yuriy Natarov (KAZ)                | 35e                     |
| 36                      | Harold Tejada (COL)                | 65e                     |
| 37                      | Aleksandr Vlasov (RUS)             | 34e                     |

| Bora-Hansgrohe BOH | Bora-Hansgrohe BOH     | Bora-Hansgrohe BOH |
| ------------------ | ---------------------- | ------------------ |
| Num                | Coureur                | Pos                |
| 41                 | Cesare Benedetti (POL) | 87e                |
| 42                 | Marcus Burghardt (GER) | 101e               |
| 43                 | Patrick Gamper (AUT)   | 51e                |
| 45                 | Jordi Meeus (BEL)      | 112e               |
| 46                 | Daniel Oss (ITA)       | 119e               |
| 47                 | Ben Zwiehoff (GER)     | 19e                |

| EF Education-Nippo EFN | EF Education-Nippo EFN | EF Education-Nippo EFN |
| ---------------------- | ---------------------- | ---------------------- |
| Num                    | Coureur                | Pos                    |
| 51                     | Hugh Carthy (GBR)      | 41e                    |
| 52                     | William Barta (USA)    | 74e                    |
| 53                     | Jonathan Caicedo (ECU) | 77e                    |
| 54                     | Simon Carr (GBR)       | 93e                    |
| 55                     | Lawson Craddock (USA)  | 75e                    |
| 56                     | Jens Keukeleire (BEL)  | 57e                    |
| 57                     | Hideto Nakane (JPN)    | 104e                   |

| Groupama-FDJ GFC | Groupama-FDJ GFC            | Groupama-FDJ GFC |
| ---------------- | --------------------------- | ---------------- |
| Num              | Coureur                     | Pos              |
| 61               | Alexys Brunel (FRA)         | 92e              |
| 62               | Kevin Geniets (LUX) (route) | 39e              |
| 63               | Matthieu Ladagnous (FRA)    | 115e             |
| 64               | Sébastien Reichenbach (SUI) | 10e              |
| 65               | Anthony Roux (FRA)          | 99e              |
| 66               | Lars van den Berg (NED)     | 36e              |
| 67               | Reuben Thompson (NZL)       | 83e              |

| Israel Start-Up Nation ISN | Israel Start-Up Nation ISN       | Israel Start-Up Nation ISN |
| -------------------------- | -------------------------------- | -------------------------- |
| Num                        | Coureur                          | Pos                        |
| 71                         | Alexander Cataford (CAN)         | 84e                        |
| 72                         | Itamar Einhorn (ISR)             | 123e                       |
| 73                         | Krists Neilands (LAT)            | AB-3                       |
| 74                         | Guy Niv (ISR)                    | 118e                       |
| 75                         | James Piccoli (CAN)              | 18e                        |
| 76                         | Mads Würtz Schmidt (DEN) (route) | 29e                        |
| 77                         | Sep Vanmarcke (BEL)              | 66e                        |

| BikeExchange BEX | BikeExchange BEX      | BikeExchange BEX |
| ---------------- | --------------------- | ---------------- |
| Num              | Coureur               | Pos              |
| 81               | Simon Yates (GBR)     | 33e              |
| 82               | Mikel Nieve (ESP)     | 52e              |
| 83               | Sam Bewley (NZL)      | AB-1             |
| 84               | Goh Choon Huat (SGP)  | AB-1             |
| 85               | Damien Howson (AUS)   | 116e             |
| 86               | Robert Stannard (AUS) | 70e              |
| 87               | Andrey Zeits (KAZ)    | 43e              |

| UAE Team Emirates UAD | UAE Team Emirates UAD      | UAE Team Emirates UAD |
| --------------------- | -------------------------- | --------------------- |
| Num                   | Coureur                    | Pos                   |
| 91                    | David de la Cruz (ESP)     | 5e                    |
| 92                    | Andrés Camilo Ardila (COL) | 11e                   |
| 93                    | Finn Fisher-Black (NZL)    | 76e                   |
| 94                    | Sebastián Molano (COL)     | 111e                  |
| 95                    | Cristian Muñoz (COL)       | 69e                   |
| 96                    | Matteo Trentin (ITA)       | 81e                   |
| 97                    | Joe Dombrowski (USA)       | 100e                  |

| Qhubeka NextHash TQA | Qhubeka NextHash TQA              | Qhubeka NextHash TQA |
| -------------------- | --------------------------------- | -------------------- |
| Num                  | Coureur                           | Pos                  |
| 101                  | Fabio Aru (ITA)                   | 2e                   |
| 102                  | Sander Armée (BEL)                | NP-5                 |
| 103                  | Bert-Jan Lindeman (NED)           | 108e                 |
| 104                  | Domenico Pozzovivo (ITA)          | NP-5                 |
| 105                  | Dylan Sunderland (AUS)            | 117e                 |
| 106                  | Reinardt Janse van Rensburg (RSA) | 85e                  |
| 107                  | Emil Vinjebo (DEN)                | AB-2                 |

| AG2R Citroën Team ACT | AG2R Citroën Team ACT   | AG2R Citroën Team ACT |
| --------------------- | ----------------------- | --------------------- |
| Num                   | Coureur                 | Pos                   |
| 111                   | François Bidard (FRA)   | 48e                   |
| 112                   | Geoffrey Bouchard (FRA) | 9e                    |
| 113                   | Lilian Calmejane (FRA)  | 27e                   |
| 114                   | Mikaël Cherel (FRA)     | 28e                   |
| 115                   | Jaakko Hänninen (FIN)   | NP-5                  |
| 116                   | Marc Sarreau (FRA)      | AB-5                  |
| 117                   | Damien Touzé (FRA)      | 58e                   |

| Team DSM DSM | Team DSM DSM          | Team DSM DSM |
| ------------ | --------------------- | ------------ |
| Num          | Coureur               | Pos          |
| 121          | Romain Bardet (FRA)   | 6e           |
| 122          | Thymen Arensman (NED) | 23e          |
| 123          | Alberto Dainese (ITA) | AB-5         |
| 124          | Nico Denz (GER)       | AB-5         |
| 125          | Chad Haga (USA)       | 61e          |
| 126          | Chris Hamilton (AUS)  | 82e          |
| 127          | Martijn Tusveld (NED) | 24e          |

| Alpecin-Fenix AFC | Alpecin-Fenix AFC       | Alpecin-Fenix AFC |
| ----------------- | ----------------------- | ----------------- |
| Num               | Coureur                 | Pos               |
| 131               | Jay Vine (AUS)          | 105e              |
| 132               | Floris De Tier (BEL)    | 49e               |
| 133               | Tobias Bayer (AUT)      | 14e               |
| 134               | Lionel Taminiaux (BEL)  | AB-1              |
| 135               | Edward Planckaert (BEL) | 88e               |
| 136               | Sacha Modolo (ITA)      | 122e              |
| 137               | Scott Thwaites (GBR)    | 97e               |

| Burgos-BH BBH | Burgos-BH BBH        | Burgos-BH BBH |
| ------------- | -------------------- | ------------- |
| Num           | Coureur              | Pos           |
| 141           | Ángel Madrazo (ESP)  | 20e           |
| 142           | Daniel Navarro (ESP) | AB-3          |
| 143           | Mario Aparicio (ESP) | 102e          |
| 144           | Jetse Bol (NED)      | 17e           |
| 145           | Carlos Canal (ESP)   | 113e          |
| 146           | Diego Rubio (ESP)    | 95e           |
| 147           | Óscar Cabedo (ESP)   | 80e           |

| TotalEnergies TDE | TotalEnergies TDE         | TotalEnergies TDE |
| ----------------- | ------------------------- | ----------------- |
| Num               | Coureur                   | Pos               |
| 151               | Jérémy Cabot (FRA)        | AB-4              |
| 152               | Víctor de la Parte (ESP)  | 25e               |
| 153               | Marlon Gaillard (FRA)     | 64e               |
| 154               | Damien Gaudin (FRA)       | AB-5              |
| 155               | Christopher Lawless (GBR) | 120e              |
| 156               | Florian Maitre (FRA)      | 103e              |
| 157               | Adrien Petit (FRA)        | AB-5              |

| Arkéa-Samsic ARK | Arkéa-Samsic ARK     | Arkéa-Samsic ARK |
| ---------------- | -------------------- | ---------------- |
| Num              | Coureur              | Pos              |
| 161              | Winner Anacona (COL) | 45e              |
| 162              | Diego Rosa (ITA)     | AB-3             |
| 163              | Thomas Boudat (FRA)  | 121e             |
| 164              | Miguel Flórez (COL)  | 12e              |
| 165              | Matîs Louvel (FRA)   | 54e              |
| 166              | Łukasz Owsian (POL)  | 71e              |
| 167              | Kévin Ledanois (FRA) | 56e              |

| Caja Rural-Seguros RGA CJR | Caja Rural-Seguros RGA CJR | Caja Rural-Seguros RGA CJR |
| -------------------------- | -------------------------- | -------------------------- |
| Num                        | Coureur                    | Pos                        |
| 171                        | Jon Aberasturi (ESP)       | 107e                       |
| 172                        | Julen Amézqueta (ESP)      | 73e                        |
| 173                        | Álvaro Cuadros (ESP)       | 78e                        |
| 174                        | Jonathan Lastra (ESP)      | 26e                        |
| 175                        | Oier Lazkano (ESP)         | 91e                        |
| 176                        | Sergio Román Martín (ESP)  | 67e                        |
| 177                        | Jokin Murguialday (ESP)    | 47e                        |

| Equipo Kern Pharma EKP | Equipo Kern Pharma EKP     | Equipo Kern Pharma EKP |
| ---------------------- | -------------------------- | ---------------------- |
| Num                    | Coureur                    | Pos                    |
| 181                    | Urko Berrade (ESP)         | 16e                    |
| 182                    | Roger Adrià (ESP)          | 15e                    |
| 183                    | Raúl García Pierna (ESP)   | 124e                   |
| 184                    | Francisco Galván (ESP)     | 86e                    |
| 185                    | Jon Agirre (ESP)           | 63e                    |
| 186                    | Carlos García Pierna (ESP) | 50e                    |
| 187                    | Álex Jaime (ESP)           | 109e                   |

| Euskaltel-Euskadi EUS | Euskaltel-Euskadi EUS | Euskaltel-Euskadi EUS |
| --------------------- | --------------------- | --------------------- |
| Num                   | Coureur               | Pos                   |
| 191                   | Mikel Alonso (ESP)    | 125e                  |
| 192                   | Mikel Bizkarra (ESP)  | 59e                   |
| 193                   | Mikel Iturria (ESP)   | 22e                   |
| 194                   | Joan Bou (ESP)        | 31e                   |
| 195                   | Gotzon Martín (ESP)   | 53e                   |
| 196                   | Unai Cuadrado (ESP)   | 46e                   |
| 197                   | Luis Ángel Maté (ESP) | 68e                   |

| Eolo-Kometa EOK | Eolo-Kometa EOK              | Eolo-Kometa EOK |
| --------------- | ---------------------------- | --------------- |
| Num             | Coureur                      | Pos             |
| 201             | Francesco Gavazzi (ITA)      | AB-4            |
| 202             | Diego Pablo Sevilla (ESP)    | 126e            |
| 203             | Vincenzo Albanese (ITA)      | 62e             |
| 204             | Alejandro Ropero (ESP)       | 89e             |
| 205             | Márton Dina (HUN)            | 110e            |
| 206             | Mark Christian (GBR)         | 32e             |
| 207             | Sergio García González (ESP) | 79e             |